# Bjelland og Grindheims kommun
Bjelland og Grindheims kommun (norska: Bjelland og Grindheim kommune) var en kommun i Vest-Agder fylke i södra Norge. Kommunen omfattade den nordligaste delen av nuvarande Lindesnes kommun samt den nordligaste delen av nuvarande Lyngdals kommun. Byn Bjelland utgjorde kommunens centralort.

## Administrativ historik
Bjelland og Grindheims kommun (Bjelland og Grindums kommun) upprättades den 1 januari 1838 (som Bjelland og Grindem formannskapsdistrikt) när Formannskapslovene från 1837 trädde i kraft.
Den 1 januari 1902 delades kommunen i två och de båda kommunerna Bjelland respektive Grindheim (Grindum) bildades. Den gamla kommunen hade vid delningen totalt 1 816 invånare.